# João de Deus Silva Carvalho
João de Deus Silva Carvalho (Piaçabuçu, 14 de junho de 1954) é um policial e político brasileiro. Integrou a Câmara Legislativa do Distrito Federal entre 1995 a 2003, durante sua segunda  e terceira legislatura. Foi prefeito de Água Fria de Goiás por dois mandatos consecutivos, de 2009 a 2017.

## Biografia
Carvalho se tornou morador de Brasília em 1974. Ali, trabalhou como policial militar durante 19 anos. Ativo em organizações de defesa da classe, foi membro do conselho deliberativo do Clube Recreativo dos Sargentos e Subtenentes da Polícia Militar, fundador da Associação dos Cabos e Soldados e presidente da Associação dos Praças e Policiais Militares do Distrito Federal. Foi eventualmente expulso da Polícia Militar do Distrito Federal por defender as reivindicações da categoria.
Na eleição de 1994, Carvalho elegeu-se deputado distrital com 10.870 votos. Em seu primeiro mandato, presidiu a Comissão Parlamentar de Inquérito referente à Grilagem. No pleito de 1998 foi reeleito, com 10.653 votos. Obteve a suplência na eleição seguinte. Ao término do mandato, concorreu ao executivo de Água Fria de Goiás em 2004, mas sua candidatura foi impugnada. Retornou à capital federal e candidatou-se à Câmara dos Deputados, igualmente sem êxito.
Nas eleições municipais de 2008, Carvalho foi eleito prefeito de Água Fria de Goiás com 1.594 votos, ou 45,05% dos votos válidos. Foi reeleito em 2012 com a totalidade dos votos. Mais uma vez, voltou para o Distrito Federal, sendo ali nomeado para presidir a Associação dos Praças da Polícia Militar. Candidato a deputado distrital em 2018, logrou a suplência, com 3.384 votos.
Em 2018, Carvalho foi preso no âmbito da Operação Cheque-Mate, sendo suspeito de se apropriação indébita através de fraudes. Denunciado pelo Ministério Público de Goiás, foi condenado, em 2020, a 10 anos e 2 meses de prisão em regime fechado pelo crime de associação criminosa e de responsabilidade fiscal. Também foi, em 2019, preso preventivamente pela Operação Show de Horrores, relacionada a desvios de recursos públicos na realização de espetáculos musicais durante sua gestão em Água Fria de Goiás.